# Ngarenairobi
Ngarenairobi è una circoscrizione mista (mixed ward) della Tanzania situata nel distretto di Siha, regione del Kilimangiaro. Conta una popolazione di 9 431 abitanti (censimento 2012).